# Карріон-де-лос-Кондес
Карріон-де-лос-Кондес (ісп. Carrión de los Condes) — муніципалітет в Іспанії, у складі автономної спільноти Кастилія-і-Леон, у провінції Паленсія. Населення — 2279 осіб (2010).
Муніципалітет розташований на відстані близько 230 км на північ від Мадрида, 35 км на північ від Паленсії.
На території муніципалітету розташовані такі населені пункти: (дані про населення за 2010 рік)
- Карріон-де-лос-Кондес: 2232 особи
- Торре-де-лос-Молінос: 47 осіб

## Демографія
Динаміка населення (INE ):

## Галерея зображень

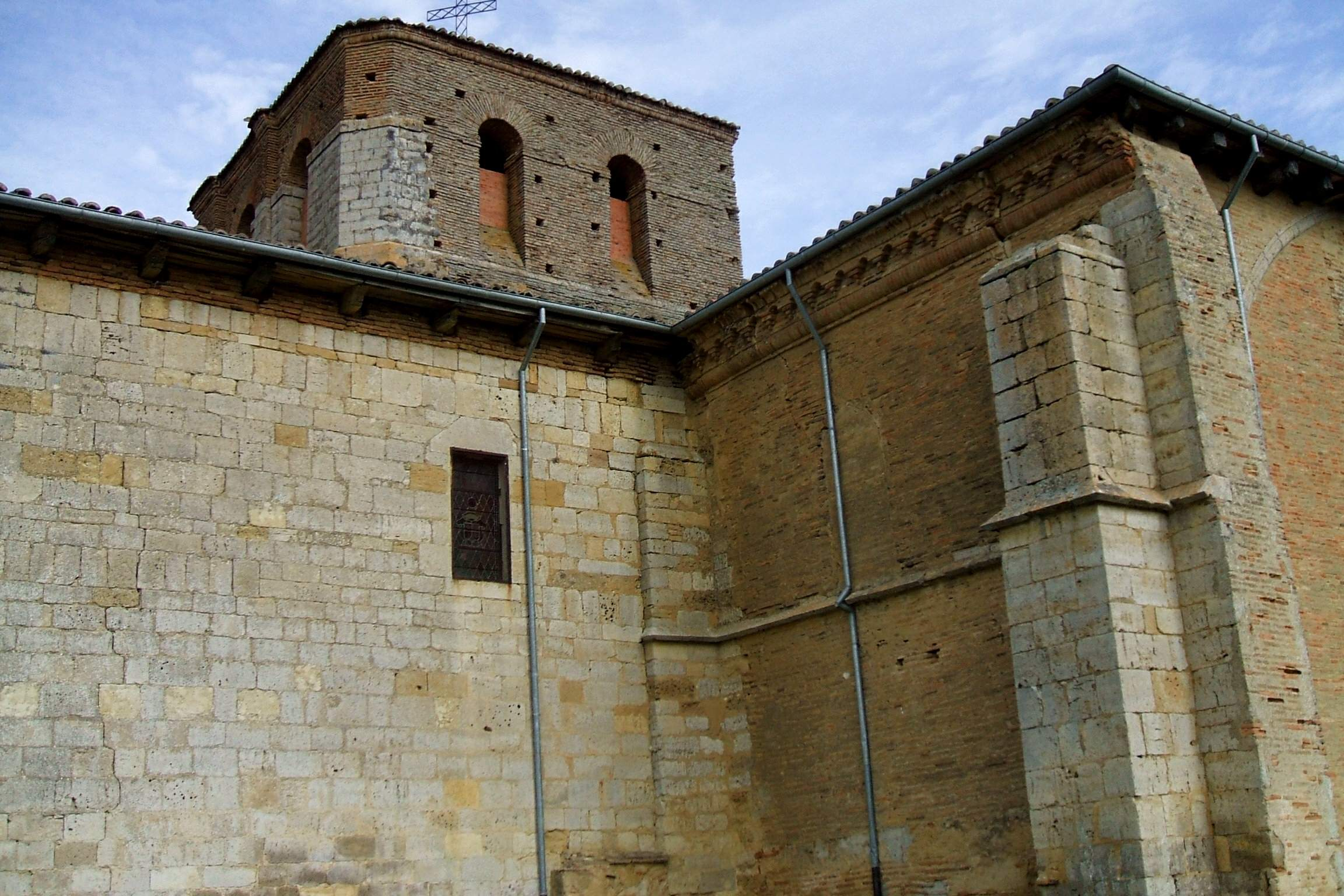
Церква Санта-Марія-де-Белен
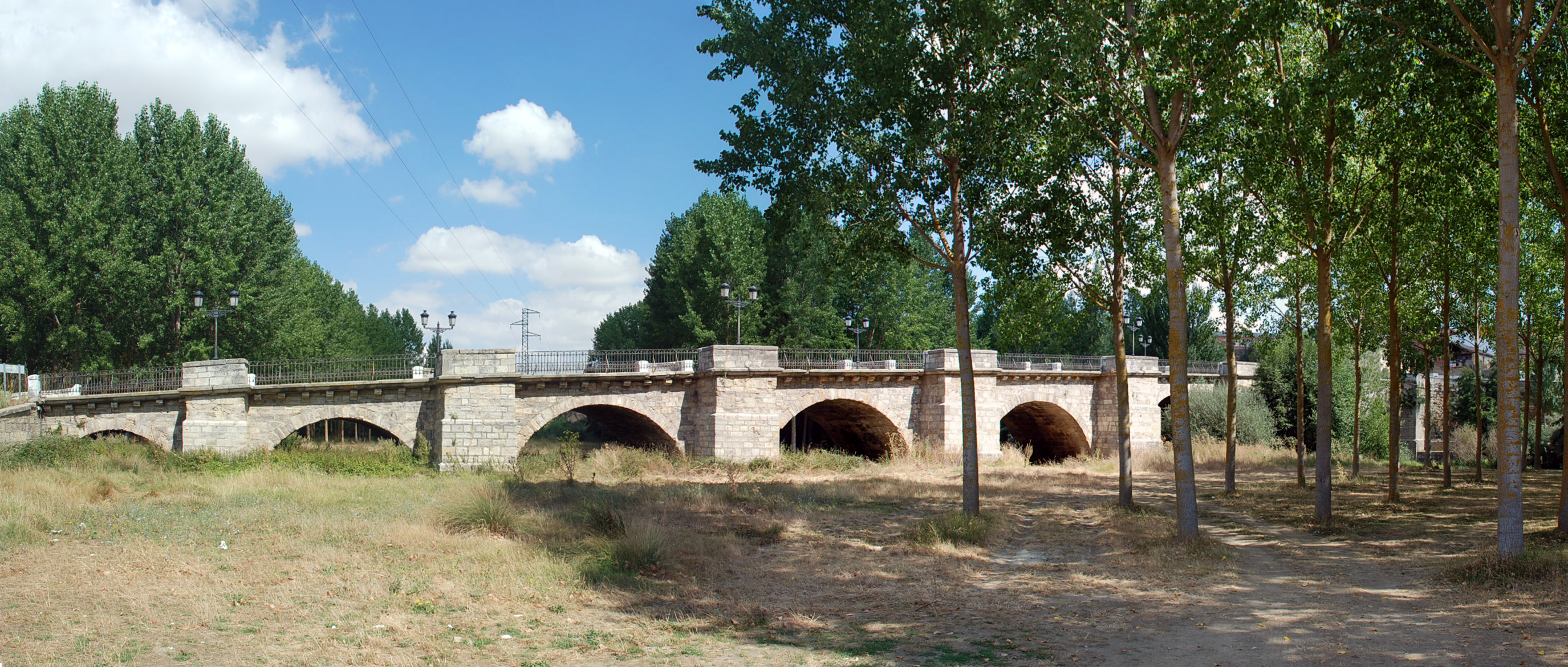
Міст через річку Карріон